# Kłypowszczyzna (przystanek kolejowy)
Kłypowszczyzna (biał. Клыпаўшчына, ros. Клыповщина) – przystanek kolejowy w miejscowości Kłypowszczyzna, w rejonie dzierżyńskim, w obwodzie mińskim, na Białorusi. Leży na linii Moskwa - Mińsk - Brześć.